# Damalis calicutensis
Damalis calicutensis là một loài ruồi trong họ Asilidae. Damalis calicutensis được Joseph & Parui miêu tả năm 1990. Loài này phân bố ở miền Ấn Độ - Mã Lai.